# Одержима (фільм, 1947)
«Одержима»(англ. Possessed) — американський фільм в жанрі нуар режисера Кертіса Бернгардта, прем'єра якого відбулася 26 липня 1947 року. Фільм розповідає про жінку, одержимою своїм колишнім коханцем. Сценарій фільму заснований на історії Ріти Веймен.

## Сюжет
Головна героїня — жінка, яку знайшли блукаючою по Лос-Анджелесу, і яка не може сказати ні слова, крім «Девід». Госпіталізована в лікарню, вона розповідає про своє життя.
Вона каже, що є Луїзою Хауелл — психічно неврівноважена жінка, яка працювала доглядальницею у будинку Грехемів, доглядаючи за дружиною-інвалідом Діни Грехема. Луїза закохалася у свого сусіда Девіда Саттона — інженера, який ненавидить її задушливу одержимість до нього. Він розриває відносини і залишає Луїзу з величезним болем. Незабаром, після цього, тоне дружина Грехема. Луїза залишається в родині Грехемів навіть після переїзду в місто Вашингтон, щоб доглядати за маленьким Вінном і юної Керол. Хоча й неясно, чи покінчила життя самогубством дружина Грехема, Керол звинувачує Луїзу в смерті її матері, після якої Грехем закохується в Луїзу.
Через якийсь час знову з'являється Девід, влаштувавшись на роботу інженером у Грехема. Він здивований тому, що Луїза живе в його родині. Луїза, як і раніше одержима Девідом, ухиляється від нього убік. Час, Грехем робить Луїзі пропозицію, і вона приймає його, щоб врятувати свою репутацію, хоча зізнається йому, що не любить його, але Грехем згоден, незважаючи на це.
Керол відмінно проводить час з Девідом, що лякає Луїзу, яка намагається відговорити її від зав'язування стосунків з ним. Одержимість Луїзи Девідом йде на спад, і вона починає чути голоси, бачити галюцинації і вірити, що перша дружина Грехема — жива. Коли Девід і Керол планують одружитися, то Луїза намагається перешкодити їм. Грехем стурбований душевним станом Луїзи і намагається переконати її звернутися до лікаря. Вважаючи, що Грехем, Девід і Керол намагаються позбавитися від неї, Луїза вривається в квартиру Девіда і вбиває його у шизофренічному приступі.
Психіатр, якому Луїза розповіла свою історію, заявив їй, що вона не знає, що робить. Він шкодує, що не зміг обстежити її раніше, так як упевнений, що трагедії можна було б уникнути. Він каже Грехему, що допоможе Луїзі прийти в себе, хоча процес буде дуже довгим і важким, дуже болючим для неї. Грехем запевняє його у своїй повній підтримці йому і присягається, що завжди поруч з нею і неважливо, наскільки важко це буде.

## У ролях
- Джоан Кроуфорд — Луїза Хауелл
- Ван Хефлін — Девід Саттон
- Реймонд Мессі — Дін Грехем
- Джеральдіна Брукс — Керол Грехем
- Стенлі Ріджс — доктор Віллард
- Джон Ріджлі — головний слідчий
- Мороні Олсен — доктор Еймс
- Ерскін Сенфорд — доктор Шерман

## Критика
Коли фільм вийшов в прокат, журнал «Variety» високо оцінив роботу Кроуфорд, але піддав критиці режисуру Бернхардта, написавши, що Джоан Кроуфорд отримала всі почесті в цьому фільмі, віртуозно виконуючи жінку, що знаходиться у владі божевілля. Актриса дозволила собі затьмарити всіх, навіть таких досвідчених акторів, як Ван Хефлін і Реймонд Мессі. Незважаючи на всеосяжну перевагу актриси у фільмі, «Одержима» була зіпсована сумнівним підходом Кертіса Бернхардта у своїй режисурі. Фільм коливається між холодним клінічним аналізом психічного розладу і високомеладричною грою Кроуфорд.
Джеймс Ейджі в журналі «Time» написав, що більша частина фільму — це незвичайна фантастичність і сила. Фільм надзвичайно добре виконаний. У той же час Говард Барнс у «New York Herald Tribune» написав, що Кроуфорд, в цілому, добре вивчила всі аспекти безумства, щоб створити досить-таки жахливий портрет жінки, одержимою демонами.
Кінокритик Денніс Шварц дав змішану рецензію, написавши, що в мелодрамі «Одержима» режисера Кертіса Бернхардта, що емігрував з Німеччини, Джоан Кроуфорд грає психічно-розстроєну жінку, яка не може відрізнити реальність від уяви. Через використання експресіонізму і добре знайомих зйомок у стилі нуар, чорно-білий фільм захоплює своїм проникаючим психологічним тоном і унеможливлює покарання за вбивство, тому що героїня божевільна. Хоча Джоан вражаюче зіграла в цьому фільмі, вона виконувала свою божевільну роль в дуже холодному тоні, щоб склалося гарне враження про персонажа. Всі спроби звернутися за допомогою до лікаря прозвучали як невиразний лепет, а гра Джоан була розтягнутою, хоча місцями її хвора уява змушувала звернути на себе мою увагу. Занадто важкий, з німецьким настроєм, фільм, все-таки залишається цікавим для перегляду мелодраматичної п'єси з цієї казки шалене кохання, болісного відхилення, параної і вбивства.
Кіноісторик Боб Порфіріо зазначив, що розвиток сюжету з точки зору невротичного і вміло використовуваного зворотного кадру і фантастичних сцен у відвертій манері, відмінність між реальністю і уявою Луїзи стає розпливчастими. Це робить «Одержиму» яскравим прикладом ониризму, подібний до сну, тону, який є оригінальною особливістю нуаровських фільмів.